# Diplotaxis tumida
Diplotaxis tumida är en skalbaggsart som beskrevs av Patricia Vaurie 1960. Diplotaxis tumida ingår i släktet Diplotaxis och familjen Melolonthidae. Inga underarter finns listade i Catalogue of Life.